# Коромандельский бегунок
Коромандельский бегунок (лат. Cursorius coromandelicus) — вид птиц из семейства тиркушковых.
Вид распространен в Южной Азии. Встречается в засушливых районах Индостана от Индо-Гангской равнины на юг до Шри-Ланки. Избегает влажных тропических лесов.
Длина тела 23—26 см, размах крыльев 58—60 см. У самцов тело коричневое, шея оранжевая, горло белое, макушка головы красновато-коричневая, лицевая маска чёрная с белыми краями. Самка светло-коричневая с тёмными пятнышками.
Живёт в открытых средах (степях, лугах, полях) с низкой растительностью. Держится небольшими стаями. Питается насекомыми, которых собирает на земле. Сезон размножения длится с марта по август. Гнездо обустраивает на земле. В кладке 2—3 яйца в крапинку. Насиживает самка.